# Federation Cup (India)
La Hero Federation Cup è stato un torneo calcistico Indiano per squadre di club maschili. Dal 2018 il torneo viene riportato in vita sotto il nome di Super Cup.

## Storia
L'edizione inaugurale è iniziato nel 1977. Fin dall'inizio, e da quando l'I-League è nata nel 1997, è stato il più prestigioso torneo di calcio di livello nazionale in India. Fino al 2017, era il torneo di club più importante dopo la I-League, alla quale divenne di fatto una Coppa della Lega. Il club vincente della Federation Cup ha avuto la possibilità di competere a livello continentale nell'AFC Cup. Gli ultimi detentori della Federation Cup sono stati il Bengaluru nell'ultima edizione del 2017, battendo il Mohun Bagan. per 2-0.
Nell'aprile 2015, l'AIFF ha annunciato che la Federation Cup sarà messa "in attesa" per "2-3 anni" per evitare di pianificare un conflitto con la Indian Super League e l'I-League.
Nel 2018, l'AIFF rilancia il torneo con il nome di Super Cup in cui parteciperanno sia le squadre della I-League che quelle della Indian Super League. A luglio 2023 la federazione ripristina la competizione come torneo nazionale principale a partire dalla stagione 2023-2024.

## Albo d'oro
- 1977-1978 ITI Bangalore
- 1978-1979  Mohun Bagan  East Bengal[7]
- 1979-1980 Border Security Force
- 1980-1981  Mohun Bagan  East Bengal[7]
- 1981-1982  Mohun Bagan
- 1982-1983  Mohun Bagan
- 1983-1984  Mohammedan
- 1984-1985  Mohammedan
- 1985  East Bengal
- 1986-1987  Mohun Bagan
- 1987-1988  Mohun Bagan
- 1988-1989  Salgaocar
- 1989-1990  Salgaocar

- 1990  Kerala Police
- 1991  Kerala Police
- 1992  Mohun Bagan
- 1993  Mohun Bagan
- 1994  Mohun Bagan
- 1995  JCT
- 1995-1996  JCT
- 1996  East Bengal
- 1997  Salgaocar
- 1998  Mohun Bagan
- 1999 Non assegnata
- 2000 Non assegnata
- 2001  Mohun Bagan

- 2002 Non assegnata
- 2003  Mahindra Utd
- 2004  Dempo
- 2005  Mahindra Utd
- 2006  Mohun Bagan
- 2007  East Bengal
- 2008  Mohun Bagan
- 2009-2010  East Bengal
- 2010  East Bengal
- 2011  Salgaocar
- 2012  East Bengal
- 2013-2014  Churchill Brothers
- 2014-2015  Bengaluru
- 2015-2016  Mohun Bagan
- 2016-2017  Bengaluru

### Vincitori per squadra
| Vittorie | Squadra               | Anni vittorie                                                                         |
| -------- | --------------------- | ------------------------------------------------------------------------------------- |
| 14       | Mohun Bagan           | 1979, 1980, 1981, 1982, 1986, 1987 1992, 1993, 1994, 1998 2001, 2006, 2008, 2015-2016 |
| 8        | East Bengal           | 1979, 1980, 1985, 1996, 2007, 2009, 2010, 2012                                        |
| 4        | Salgaocar             | 1988, 1989, 1997, 2011                                                                |
| 2        | Mohammedan            | 1983, 1984                                                                            |
| 2        | Mahindra Utd          | 2003, 2005                                                                            |
| 2        | Bengaluru             | 2014-2015, 2016-2017                                                                  |
| 2        | JCT                   | 1995, 1996                                                                            |
| 2        | Kerala Police         | 1990, 1991                                                                            |
| 1        | Dempo                 | 2004                                                                                  |
| 1        | Border Security Force | 1979                                                                                  |
| 1        | ITI Bangalore         | 1977                                                                                  |